# エオギリヌス

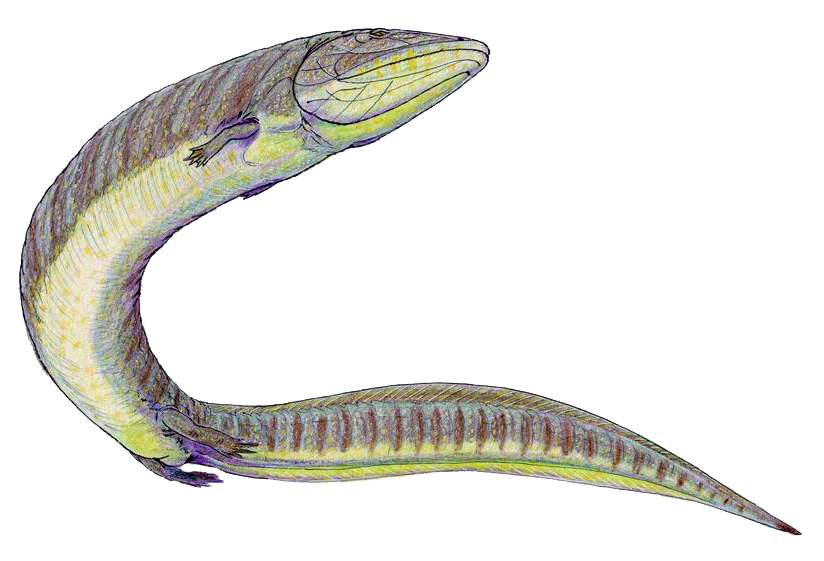
Eogyrinus

エオギリヌス（Eogyrinus）は石炭紀後期のイギリスやノヴァスコシアに生息していた絶滅爬形類。Pholiderpeton と呼ばれることもある。石炭紀最大の四肢動物の一つである。学名は「暁のオタマジャクシ」ほどの意味。

## 特徴
全長推定4.6m。体重は560kgと推測される。細長い胴体と長く縦に平たい尾を持つ。出土状況からしてかなり水深の深いところで生息していたらしい。発達した尾を使って沼沢地を泳ぐ強力な捕食者であったと思われる。四肢は弱いが肢帯は不釣合いに発達していた。陸生の祖先から受け継いだものだろう。
頭骨は高さがあり、アカントステガやチュレルペトンに見られるような原始的な形質を幾分か残している。顎は強力で円錐状の大きな歯を持つ。
脊椎は複雑で、爬虫類の形質に近かった。
魚食性のワニのように獲物を待ち伏せて生活していたと考えられている。